# Аэро НТ-54
«Аэро НТ-54» (1925) — художественный фильм Николая Петрова, фантастический детектив по сценарию Николая Суровцева.
Фильм не сохранился.

## Сюжет
Годы Гражданской войны. На одном из участков западного фронта потерпел аварию советский самолёт. Перед смертью лётчик Пелузин успел передать аэронаблюдателю Андрею тайну своего изобретения. Умирающий просил завершить начатое им дело — построить авиационный нефтсмотор. После долгих поисков Андрею удалось отыскать чертежи, за которыми одновременно с ним охотился и бывший бортмеханик Пелузина — Богдан…